# Parliament House (Edinburgh)

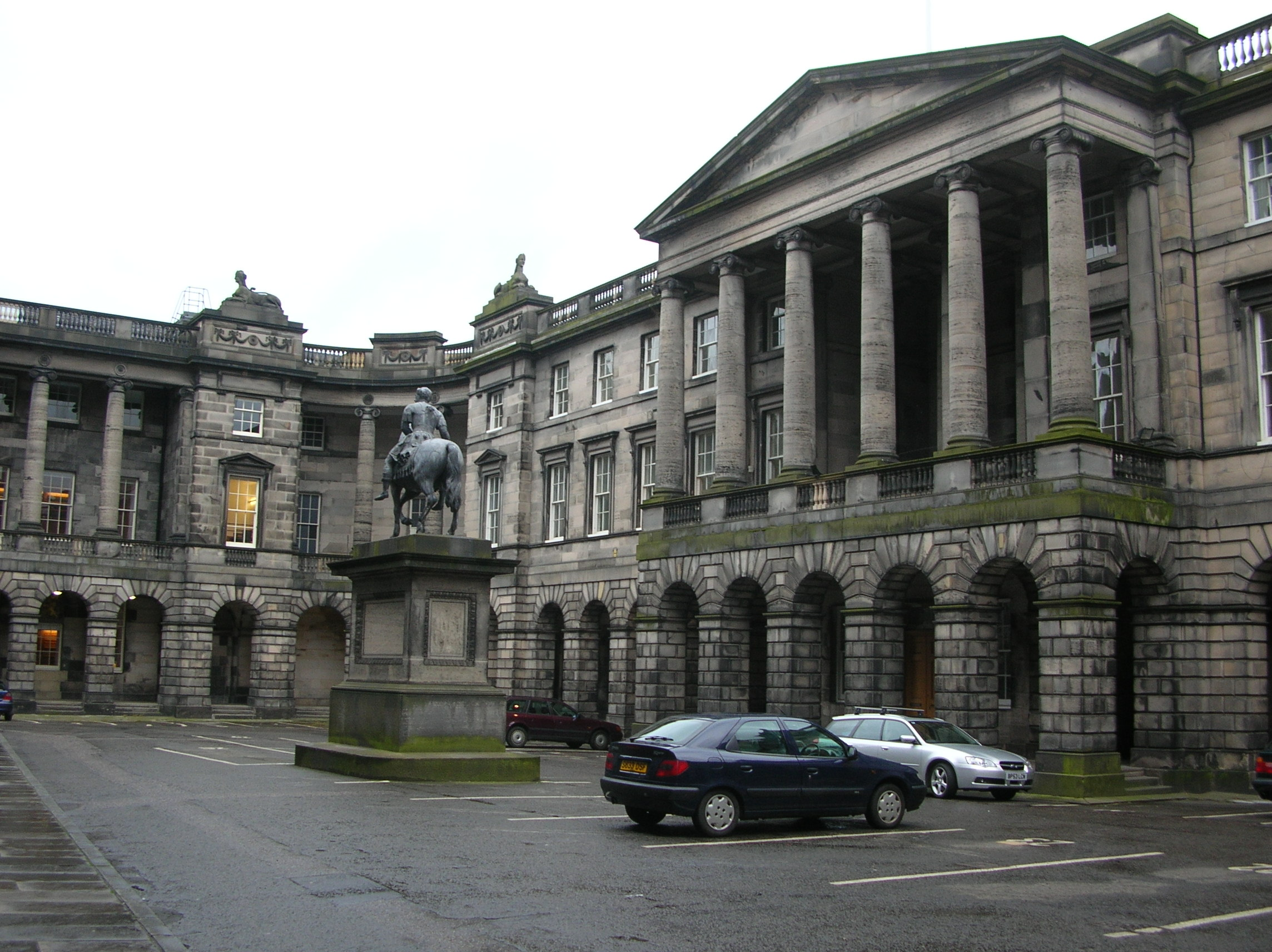
Parliament House in Edinburgh

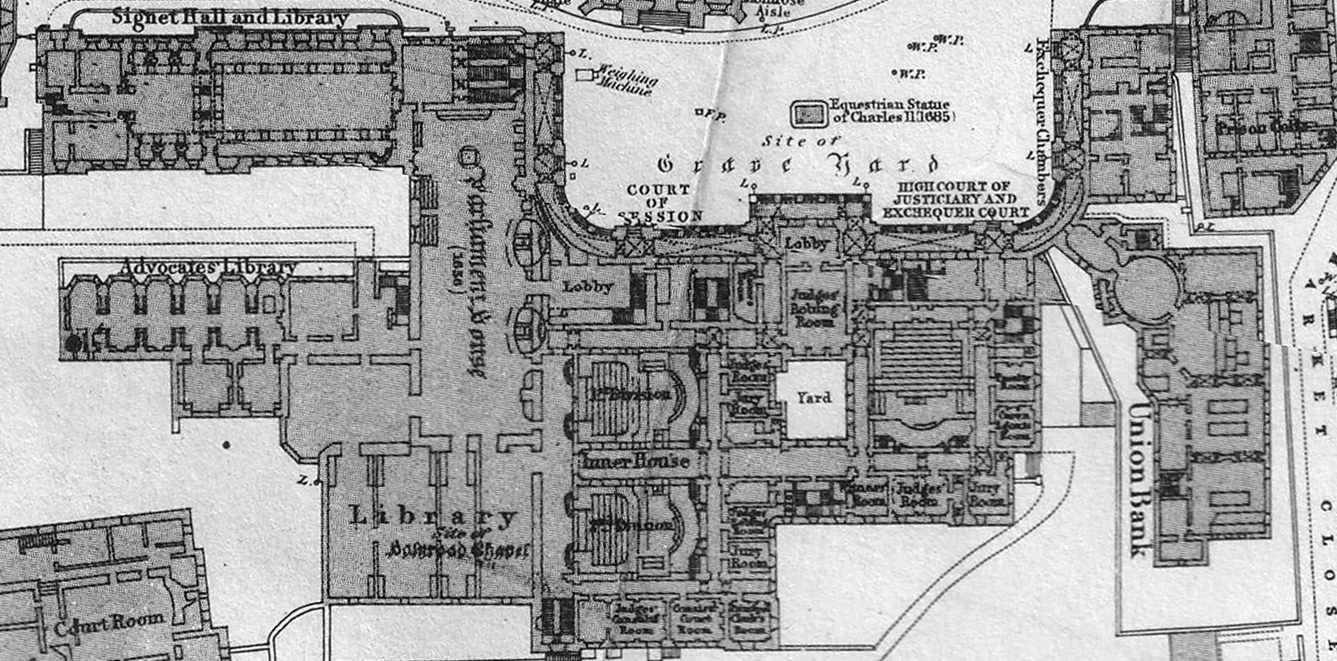
Plan des Parliament House von 1877

Das Parliament House in Edinburgh ist ein Gerichtsgebäude in Schottland. Es ist heute der Sitz der Obersten Gerichte Schottlands, des College of Justice, des Court of Session (das höchste Zivilgericht) und des obersten Strafgericht Schottlands, des High Court of Justiciary. Es befindet sich in der Altstadt Edinburghs, direkt an der Royal Mile neben der St Giles’ Cathedral. Das Parlamentsgebäude des neu gegründeten Schottischen Parlaments steht dagegen seit 2004 in Holyrood, einem Stadtteil von Edinburgh, direkt gegenüber von Holyrood Palace, der offiziellen Residenz des Königs in Schottland.

## Geschichte
Das Parliament House war vor dem Act of Union 1707 Sitz des Parlaments von Schottland (Parliament of Scotland). Danach wurden hier der Court of Session, das College of Justice und Teile des High Court of Justiciary untergebracht.
Der älteste Teil des Parlaments ist die Parliament Hall, die der Stadtrat von Edinburgh auf eigene Kosten als ständiger Sitz für das Parlament von Schottland errichtet hatte. Damit ist dies das älteste noch zu diesem Zweck errichtete Parlamentsgebäude der britischen Inseln. Es wurde 1639 nach dem Entwurf von James Murray fertiggestellt. Neben der Parliament Hall liegt die Laigh Hall mit ähnlichem Entwurf, aber deutlich niedriger. Daneben umfasst der Gebäudekomplex auch die Advocates’ Library und The Signet Library, einen Anbau von 1810 der Society of Writers to Her Majesty’s Signet.